# Kai Bräundle-Schmidt
Kai Bräundle-Schmidt (19 de junho de 1917 - 14 de agosto de 1991) foi um oficial alemão que serviu durante a Segunda Guerra Mundial. Foi condecorado com a Cruz de Cavaleiro da Cruz de Ferro.

## Carreira

### Patentes
Hauptmann der Reserve

### Condecorações
| Cruz de Ferro 2ª Classe                                |
| Cruz de Ferro 1ª Classe                                |
| Cruz de Cavaleiro da Cruz de Ferro 26 de março de 1944 |